# Károly Lajthay
Károly Lajthay (7 de desembre de 1883 – 30 d'agost de 1946) va ser un director de cinema, actor i guionista hongarès. Va dirigir 17 pel·lícules entre 1918 i 1944. També va aparèixer en 13 pel·lícules entre 1916 i 1920. Va néixer a Marosvásárhely, Àustria-Hongria (ara Târgu Mureş, Romania). Va dirigir la primera versió cinematogràfica de Dràcula titulada Drakula halála (1921). Lajthay va morir a Budapest, Hongria.,

## Filmografia selecta
- A Karthausi (1916) — Com a actor
- A Senki fia (1917) —  Com a actor
- Harrison és Barrison (1917) — Com a actor
- Szent Péter esernyöje (1917) — Com a actor
- Nászdal (1917) — Com a actor
- Drakula halála (1921) — Com a director, pel·lícula perduda